# Sint-Jacobus de Meerderekerk (Kapellen)
De Sint-Jacobus de Meerderekerk is de oudste parochiekerk van de Antwerpse plaats Kapellen, gelegen aan het Kerkplein.

## Geschiedenis
Het gotisch koor en het transept van de kerk stammen uit de 15e en 16e eeuw. In de 18e eeuw werd het schip in classicistische stijl aangepast. In 1849-1851 werden de zijbeuken en de westtoren toegevoegd in neogotische stijl, naar ontwerp van Ferdinand Berckmans.
Tijdens de Tweede Wereldoorlog werd de kerk zwaar beschadigd en omstreeks 1950 werd hij hersteld.

## Gebouw
Het betreft een georiënteerde driebeukige bakstenen hallenkerk met half ingebouwde westtoren en driezijdig afgeslote koor.

## Interieur
De kerk bezit twee 17e-eeuwse zijaltaren. De communiebank is van het einde van de 17e eeuw, de biechtstoelen zijn van 1707 en de preekstoel van 1717. In 1762 werd de doksaalbalustrade vervaardigd, het koorgestoelte is van 1710. De kerkmeestersbank is uit de 2e helft van de 18e eeuw.
Schilderijen zijn: Jezus en de ongelovige Thomas van 1725; Calvarie door Cornelis de Vos is van 1613. De Tenhemelopneming van Maria is 17e-eeuws. De schilderijen Jezus wordt van het kruis afgenomen en Piëta met engelen zijn 18e-eeuws.